# Silvercove Beck
Der Silvercove Beck ist ein Fluss im Lake District, Cumbria, England. Der Silvercove Beck entsteht an der Nordflanke des Caw Fell. Er fließt in nördlicher Richtung und vereinigt sich mit dem Deep Gill zum Woundell Beck.